# Рудолф фон Ленцбург
Рудолф I фон Ленцбург (на немски: Rudolf I von Lenzburg; * ок. 1046; † 1133) от фамилията фон Ленцбург, е граф на Ленцбург в Ааргау и Баден.

## Биография
Той е син на граф Улрих II фон Ленцбург († сл. 1077) и съпругата му Рихенца фон Хабсбург († 1106), дъщеря на граф Радебото фон Хабсбург († 1045) и Ита фон Лотарингия († сл. 1035), дъщеря на херцог Фридрих I от Горна Лотарингия и Беатрис Френска. Роднина е на Хайнрих фон Ленцбург († 1051/1056), епископ на Лозана (1039 – 1051/1056). Брат е на Улрих IV († 1101), граф в Ааргау 1086/1101 г., и на Арнолд II фон Ленцбург (* ок. 1052; † ок. 22 януари 1130, Ленцбург), граф на Ленцбург в Ааргау, Цюрихгау и Баден.
След смъртта на баща му Улрих II след 1077 г. фамилията се разделя на две линии. Графовете фон Ленцбург, които произлизат от Рудолф I поемат собственостите в Южен Ааргау и във вътрешна Швейцария, а графовете фон Баден, които произлизат от Арнолд II, поемат собственостите в Цюрихгау.
Синът му Улрих IV фон Ленцбург († 1173) e последният от рода и завещава собственостите си на император Фридрих Барбароса.
Рудолф фон Ленцбург е дядо на Лудвиг II фон Фробург († сл. 1179), епископ на Базел (1164 – 1179).

## Фамилия
Рудолф фон Ленцбург има децата:
- София фон Ленцбург (* 1119, Ленцбург; † 1173, Фробург), омъжена за граф Адалберо I фон Фробург († сл. 1146/1152)
- Хумберт фон Ленцбург († 30 септември 1156)
- Рудолф II фон Ленцбург († 1 януари или 2 март сл. 1152)
- Улрих IV (VI) фон Ленцбург († 5 януари 1173), граф на Ленцбург, последният от рода, участва в похода до Италия на император Лотар III и във Втория кръстоносен поход (1147 – 49), много близък на крал Конрад III, от 1152 – 62 г. постоянно е в двора и е съветник на крал (от 1155 г. император) Фридрих Барбароса и става дипломат.[3]
- Берта фон Ленцбург († пр. 1159, погребана в Цвифалтен), омъжена за Лиутфрид фон Калден